# Ö3 Austria Top 40
Ö3 Austria Top 40 is de officiële nationale hitlijst van de bestverkopende singles van Oostenrijk. De lijst wordt elke vrijdag bekendgemaakt op Hitradio Ö3. De eerste lijst dateert van 15 februari 1965 en heette toentertijd Disc Parade.